# دور بيريتز
دور بيريتز (بالعبرية: דור פרץ‏) (17 مايو 1995 بهود هشارون في إسرائيل - ) هو لاعب كرة قدم إسرائيلي في مركز الوسط. شارك مع منتخب إسرائيل تحت 17 سنة لكرة القدم ‏ ومنتخب إسرائيل تحت 18 سنة لكرة القدم ‏ ومنتخب إسرائيل تحت 19 سنة لكرة القدم ومنتخب إسرائيل تحت 21 سنة لكرة القدم ومنتخب إسرائيل لكرة القدم. أما مع النوادي، فقد لعب مع نادي مكابي تل أبيب.

## وصلات خارجية
- دور بيريتز على موقع الاتحاد الدولي (مؤرشف)  (الإنجليزية)
- دور بيريتز على موقع الاتحاد الأوربي (الإنجليزية)
- دور بيريتز على موقع قاعدة بيانات كرة القدم.إي يو (الإنجليزية)
- دور بيريتز على موقع ناشيونال فوتبول تيمز (الإنجليزية)
- دور بيريتز على موقع Soccerway.com (الإنجليزية)
- دور بيريتز على موقع عالم كرة القدم.نت (الإنجليزية)